# Vallvik
Vallvik is een plaats in de gemeente Söderhamn in het landschap Hälsingland en de provincie Gävleborgs län in Zweden. De plaats heeft 288 inwoners (2005) en een oppervlakte van 123 hectare. De plaats ligt 20 kilometer ten zuiden van de stad Söderhamn, op de plaats waar de rivier de Ljusnan uitmondt in de Botnische Golf.